# 라틴 십자가

라틴 십자가

라틴 십자가(Latin cross,†) 또는 크룩스 이미사(Crux immissa)는 그리스 십자가와 함께 기독교에서 가장 자주 사용되는 십자가 형식의 하나이다. 주로 로마 가톨릭교회, 개신교, 성공회 등 서방 기독교에서 사용하며, 일부 동방 기독교에서 사용하기도 한다. 아래쪽이 위쪽에 비해 길쭉한 장축형 십자가 모양을 하고 있다.

## 역사
후기 비잔틴 시대와 로마네스크 및 초기 기독교 교회에서는 성물이나 제단이 있는 동쪽의 앱스를 향해 예배를 올렸는데, 로마네스크 시기에 시장이나 법원 등의 공공건물로 이용되던 바실리카 양식의 건물이 성당 건물의 주 형태로 자리잡았다. 이후 기독교가 점점 확산되면서 신도들의 수도 늘어나게 되었는데, 이에 따라 신도들이 통행하는 네이브와 아일도 점점 확대되었다. 평민들과 성직자들이 한곳에서 예배를 올리는 것은 위계질서에 어긋나는 것이었으므로, 그들을 위한 다른 공간이 필요하게 되었는데, 마침 기독교의 위상이 높아짐에 따라 지하에 있던 무덤들이 지상으로 올라오면서 형성된 트란셉트가 그들의 주 예배 장소가 되었다. 직사각형 형태의 기다란 건물의 양측에 트란셉트가 각각 붙어 팔이 튀어나온듯한 모습을 취하게 되었다. 앱스 반대편, 즉 서쪽 혹은 아래쪽이 길쭉한 장축형 십자가 건축물의 형태가 라틴 십자가의 형태로 자리잡게 되었다.

## 같이 보기
- 기독교 상징주의
- 십자가